# Cálvia Crispinila
Cálvia Crispinila (fl. c. 54) foi uma cortesã imperial romana.

## Vida
Cálvia Crispinila provavelmente foi de origem africana.
Ela foi uma favorita do imperador Nero, servindo como "Senhora do Guarda-roupa Imperial" no palácio. Sendo uma nobre de linhagem desconhecida, ela era considerada detentora de grande poder e influência, tendo acompanhado Nero e sua terceira esposa Estacília Messalina à Grécia em 66. Ela era vista como gananciosa e voraz por seus contemporâneos. Tácito chamou Cálvia Crispinila "tutora em vícios" (magistra libidinum) de Nero. Quando Nero casou-se com o jovem castrado Esporo em 67, ele fez dela a "Senhora do Guarda-roupa" de Esporo (epitropeia ten peri estheta).
Em torno de 68-69, depois de mudar suas associações políticas, dizia-se que ela seria a incitadora da revolta de Clódio Macer na África Proconsular, e estaria por trás da deserção de Galba contra Nero.
Depois da morte de Nero, Cálvia casou-se com Sexto Traulo Montano, um estadista abastado. Durante Otão houve um clamor público pela sua execução mas Otão parece tê-la protegido, e ela sobreviveu ilesa.
| “ | ... e os regimes sucessivos de Galba, Otão e Vitélio não trouxeram a ela nenhum dano. Nos seus últimos tempos ela gozava de grande influência como uma mulher rica que não tinha herdeiros - pois, sejam tempos bons ou ruins, tais qualidades conservam seus poderes. | ” |
|   | — Tácito. |   |

## Evidência histórica
Muitas ânforas de azeite foram recuperadas de Petóvio na região Adriática, levando selos com seu nome ou de Cálvia e de Traulo Montano juntos. Dois de seus escravos, Câmulo e Quieto, são atestados por uma inscrição sobrevivente perto de Tarento.